# Hardlife Zvirekwi
Hardlife Zvirekwi (né le 5 mai 1987 à Fort Charter au Zimbabwe) est un footballeur international zimbabwéen, qui évolue au poste de défenseur.

## Biographie

### Carrière en sélection
Il joue son premier match en équipe du Zimbabwe le 6 février 2013, en amical contre le Botswana (victoire 2-1).
En juillet 2013, il participe à la Coupe COSAFA organisée en Zambie. Lors de cette compétition, il joue deux matchs. Le Zimbabwe atteint la finale du tournoi, en étant battu par la Zambie. Par la suite, en début d'année 2014, il participe au championnat d'Afrique des nations qui se déroule en Afrique du Sud. Lors de cette compétition, il joue six matchs. Le Zimbabwe se classe quatrième du tournoi.
En mai 2015, il dispute la Coupe COSAFA organisée en Afrique du Sud. Il joue trois matchs lors de ce tournoi. Il participe ensuite en janvier 2016 au championnat d'Afrique des nations qui se déroule au Rwanda. Il joue trois matchs lors de cette compétition. Par la suite, au mois de juin, il prend part à la Coupe COSAFA organisée en Namibie. Il joue trois matchs lors de ce tournoi.
En janvier 2017, il est retenu par le sélectionneur Callisto Pasuwa afin de participer à la Coupe d'Afrique des nations 2017 organisée au Gabon.

## Palmarès
| Zimbabwe - Coupe COSAFA : - Finaliste : 2013.              |  | \| Gunners - Championnat du Zimbabwe (1) : - Champion : 2009. \| \| CAPS United - Championnat du Zimbabwe (1) : - Champion : 2016. \| |
| Gunners - Championnat du Zimbabwe (1) : - Champion : 2009. |  | CAPS United - Championnat du Zimbabwe (1) : - Champion : 2016.                                                                        |